# Need U (100%)
Need U (100%) (literalmente Preciso de Você (100%) em português) é uma canção do músico e DJ britânico Duke Dumont com vocais da cantora A*M*E. Foi lançado como uma descarga digital no Reino Unido em 31 de março de 2013, e entrou no número um no UK Singles Chart. A canção também foi lançada na Holanda, na Bélgica e na Irlanda e alcançou a posição número um na Billboard Hot Dance Club Songs nos Estados Unidos. A canção foi escrita por Duke Dumont, A*M*E e MNEK, e foi produzido por Dumont com produção adicional de Tommy Forrest. A canção foi nomeada para o Prêmio Grammy Award para Best Dance Recording de 2014.
O jornal The Guardian nomeou "Need U (100%)" a trigésima melhor canção de 2013, e a Pitchfork Media classificou a canção no número 94 em sua lista final de ano.

## Faixas
| Digital download |                                        |         |  |
| N.º              | Título                                 | Duração |  |
| 1.               | "Need U (100%)" (Radio Edit)           | 2:54    |  |
| 2.               | "Need U (100%)"                        | 3:53    |  |
| 3.               | "Need U (100%)" (Waze & Odyssey Remix) | 6:28    |  |
| 4.               | "Need U (100%)" (Skreamix)             | 6:32    |  |

## Paradas semanais
| Parada (2013)                                  | Melhor posição |
| ---------------------------------------------- | -------------- |
| Austrália (ARIA)                               | 40             |
| Bélgica (Ultratop 50 de Flandres)              | 17             |
| Bélgica (Ultratip Bubbling Under da Valônia)   | 9              |
| ERRO: DEVE FORNECER semana PARA PARADA checa   | 19             |
| Dinamarca (Hitlisten)                          | 31             |
| Europa (Billboard Euro Digital Song Sales)     | 2              |
| O campo songid é OBRIGATÓRIO PARA PARADA ALEMÃ | 43             |
| Hungria (Dance Top 40)                         | 7              |
| Hungria (Rádiós Top 40)                        | 4              |
| Irlanda (IRMA)                                 | 27             |
| Países Baixos (Dutch Top 40)                   | 18             |
| Polónia (Dance Top 50)                         | 27             |
| Escócia (Scottish Singles Chart)               | 1              |
| Eslováquia (Rádio Top 100)                     | 40             |
| Reino Unido (UK Singles Chart)                 | 1              |
| Reino Unido (UK Dance Chart)                   | 1              |
| Estados Unidos (Billboard Dance Club Songs)    | 1              |

## Paradas de fim de ano
| Parada (2013)           | Posição |
| ----------------------- | ------- |
| Hungarian Airplay Chart | 7       |

## Histórico de lançamento
| Região      | Data                  | Formato          | Gravadora         |
| ----------- | --------------------- | ---------------- | ----------------- |
| Bélgica     | 13 de janeiro de 2014 | Descarga digital | Blasé Boys Club   |
| Reino Unido | 31 de março de 2013   | Descarga digital | Ministry of Sound |